# Agrégation d'informatique
L'agrégation d'informatique est un concours national de recrutement de professeurs d'informatique en France, ouvert aux titulaires d'un master, ou d'un diplôme équivalent. Les candidats admis ont vocation à prendre un poste de professeur dans l'enseignement secondaire ou en CPGE, notamment dans les filières MP2I et MPI.

## Historique
Prolongeant la création en 2020 de la section numérique et sciences informatiques du CAPES, la création de l'agrégation d'informatique est annoncée par le ministère de l'éducation nationale le 9 mars 2021, et officialisée le 17 mai 2021 pour une première session en 2022. Son objectif est le recrutement de personnel qualifié pour renforcer l'enseignement de l'informatique au lycée et dans les filières scientifiques post-bac. L'ouverture de l'agrégation d'informatique va de pair avec la suppression la même année de l'option informatique de l'agrégation de mathématiques (option D), vers laquelle se tournaient naturellement certains candidats au poste de professeur d'informatique.
Pour la session 2025, vingt-deux places sont ouvertes. Trois établissements ont annoncé mettre en place des classes de préparation à l'agrégation d'informatique pour l'année scolaire 2021-2022 : l'ENS Rennes, l'ENS de Lyon, et Sorbonne Université.

### Nombre de places
| Année | Inscrits | Présents | Admissibles | Admis liste principale | Liste complémentaire |
| ----- | -------- | -------- | ----------- | ---------------------- | -------------------- |
| 2022  | 549      | 251      | 55          | 20                     | 3                    |
| 2023  | 511      | 215      | 48          | 22                     | 4                    |
| 2024  | 483      | 175      | 48          | 22                     |                      |
| 2025  | 429      |          | 45          |                        |                      |

## Déroulement du concours

### Généralités
Le concours est constitué de trois épreuves écrites d'admissibilité suivies de trois épreuves orales qui départagent les candidats admissibles. Il est attendu des candidats des connaissances et un recul de niveau master, avec une maîtrise particulière des programmes de la  spécialité « numérique et sciences informatiques » de la voie générale du lycée et des filières MP2I et MPI des CPGE, en plus d'un programme complémentaire spécifique au concours.

### Épreuves écrites d'admissibilité
L'admissibilité des candidats se joue sur trois épreuves écrites de même coefficient.
- Une épreuve de composition d'informatique, d'une durée de 5 heures, constituée de plusieurs exercices généraux.
- Une épreuve d'étude d'un problème informatique, d'une durée de 6 heures, constituée d'un problème guidé par des questions.
- Une épreuve spécifique à l'option choisie par le candidat, d'une durée de 6 heures, qui peut être « Étude de cas informatique » (davantage portée sur le génie logiciel) ou « Fondements de l'informatique » (portant sur l'informatique théorique)[2].

### Épreuves orales d'admission
Les candidats admissibles passent trois épreuves orales.
- Une leçon d'informatique de coefficient double, dans laquelle les candidats doivent démontrer leur capacité à fournir un cours construit sur un sujet donné[2]. La liste des sujets possibles comporte 33 éléments pour la session 2025[4], et change relativement peu d'une année à l'autre.
  - Les candidats disposent de 4 heures de préparation et peuvent utiliser tous les ouvrages qu'ils souhaitent[11]. Ils doivent utiliser trois feuillets A4 recto pour écrire le plan de leur leçon, dans lequel ils doivent indiquer deux développements à présenter.
  - Ils doivent ensuite défendre leur plan devant le jury pendant 10 minutes puis présenter l'un des deux développements choisi par le jury pendant 20 minutes. Le jury dispose ensuite de 30 minutes pour interroger le candidat à propos de sa présentation.
- Une épreuve de travaux pratiques de programmation dans laquelle les candidats doivent analyser et produire un code informatique[2].
  - Les candidats disposent de 5 heures de préparation avec un environnement informatique[11].
  - Ils doivent ensuite présenter pendant 30 minutes les différentes parties du sujet, puis s'ensuit 30 minutes de questions par le jury.
- Une épreuve de modélisation dans laquelle les candidats doivent analyser un texte autour « d’une dimension éthique, sociétale, environnementale, économique ou juridique »[2].
  - Les candidats disposent de 4 heures pour préparer une présentation incluant une illustration sur ordinateur.
  - Ils doivent ensuite présenter pendant 35 minutes leur analyse au tableau, puis s'ensuit 25 minutes de questions par le jury.

À l'issue de ces épreuves, les candidats sont classés puis déclarés admis ou non en fonction de leur classement. Toutes les épreuves d'admissibilité et d'admission sont coefficient 1, à l'exception de la leçon d'informatique qui est coefficient 2.